# Sajjil-2

El misil Sejjil (persa: سجیل, (Arcilla Horneada) (ver Sutra al-Fil del Corán) es un misil balístico de combustible sólido concebido para reemplazar el misil Shahab de combustible líquido.
Se ha declarado que la categoría de misiles balísticos Sejjil es también conocida como "Ashoura" (Ghadr-110) and Samen.
Al contrario que las series de misiles Shahab que están basados en misiles soviéticos y norcoreanos, los misiles Sejjil se basan en armas pakistaníes. Tanto el Sejjil-1 como el Sejjil-2 iraníes son considerados versiones del misil Shaheen-I y Shaheen-II, pero son aún inferiores a estos últimos

## Sejjil-1
El Sejjil también conocido como "Sejjil" o "Sejil" es un misil de dos etapas de combustible sólido superficie-superficie (SSM) fabricado por Irán con un alcance declarado de 1930 km. Un lanzamiento exitoso tuvo lugar en noviembre de 2008. Su alcance, si es confirmado, permitiría atacar blancos en Israel y el sudeste de Europa, el gobierno de Irán declara que es de carácter exclusivamente defensivo.

### Diseño
No se conocen detalles del diseño más allá del número de etapas y que utiliza combustible sólido. Sin embargo, si Irán ha conseguido construir un misil de esas características y ese alcance efectivo, constituye un gran logro tecnológico y podría ser un primer paso hacia lanzamientos espaciales o hacia misiles intercontinentales ICBM. Como arma, significaría un reto mucho más duro para sus enemigos, ya que al utilizar combustible sólido pueden lanzarse mucho más rápido, con menos preparativos, desplazarse estando listos para disparar en muy poco tiempo y esconderse, además su mantenimiento es más fácil. Sin embargo, Uzi Ruben, exdirector de la Organización de Defensa de Misiles Balísticos de Israel, indicó que, "A diferencia de otros misiles iraníes, el Sejil no se parece a ninguna de Corea del Norte, (tecnología de misiles) chino o paquistaní ruso. Demuestra un salto significativo en la capacidad de los misiles de Irán . "Rubin llegó a afirmar que los Sejil-1 "... lugares Irán en el ámbito de los misiles de múltiples etapas, lo que significa que podrían estar en el camino de tener la capacidad de misiles balísticos intercontinentales (ICBM) .

## Sejjil-2
Este modelo es una mejora del Sejjl, tiene un alcance de entre 1800 y 2500 y fue lanzado por primera vez el 20 de mayo de 2009 El misil superficie-superficie de medio alcance  (MRBM) fue probado ocho meses antes del verdadero lanzamiento que tuvo lugar en la provincia de Semnān en el centro del país. Las mejoras incluyen los sistemas de navegación, mejor sistema de puntería, más carga útil, alcance, mayor vida útil, menos detectabilidad y es más difícil de destruir. El 16 de diciembre de 2009, una versión mejorada del Sejjil-2 fue lanzada en una prueba.
Esta nueva versión es más rápida durante la fase de impulso y en la fase de reentrada.
Es además más difícil de detectar por los sistemas antimisiles porque está recubierto de material antirradar.
El misil es altamente maniobrable y más eficiente porque requiere menos tiempo para su lanzamiento, el comentarista político Kiyan Nader Mokhtari dijo además acerca del misil:
"Varios motores y combustibles han sido probados y la plataforma es ahora bastante confiable. Las últimas pruebas que serán llevadas a cabo están principalmente relacionadas con la variedad de cabezas bélicas que puede cargar"
"Algunas de las cabezas bélicas han sido obviamente diseñadas para evadir defensas antimisiles en condiciones reales de batalla".